# Municipio de Elk River West
El municipio de Elk River West (en inglés: Elk River West Township) es un municipio ubicado en el condado de McDonald en el estado estadounidense de Misuri. En el año 2010 tenía una población de 1982 habitantes y una densidad poblacional de 28,34 personas por km².

## Geografía
El municipio de Elk River West se encuentra ubicado en las coordenadas 36°31′48″N 94°30′58″O / 36.53000, -94.51611. Según la Oficina del Censo de los Estados Unidos, el municipio tiene una superficie total de 69.94 km², de la cual 69.71 km² corresponden a tierra firme y (0.33%) 0.23 km² es agua.

## Demografía
Según el censo de 2010, había 1982 personas residiendo en el municipio de Elk River West. La densidad de población era de 28,34 hab./km². De los 1982 habitantes, el municipio de Elk River West estaba compuesto por el 64.48% blancos, el 4.39% eran afroamericanos, el 1.77% eran amerindios, el 1.16% eran asiáticos, el 4.84% eran isleños del Pacífico, el 19.73% eran de otras razas y el 3.63% pertenecían a dos o más razas. Del total de la población el 31.99% eran hispanos o latinos de cualquier raza.